# IC 5334
IC 5334 ist eine Spiralgalaxie vom Hubble-Typ Sab im Sternbild Aquarius auf der Ekliptik. Sie ist schätzungsweise 103 Millionen Lichtjahre von der Milchstraße entfernt und hat einen Durchmesser von etwa 55.000 Lichtjahren.

Im selben Himmelsareal befindet sich u. a. die Galaxie IC 1498.
Das Objekt wurde am 14. Dezember 1894 von Herbert Alonzo Howe entdeckt.